# 四千金的情人
《四千金的情人》（西班牙語：Belle Époque）是一部西班牙電影，獲1994年奧斯卡金像獎最佳外語片。

## 登場人物
- Jorge Sanz：Fernando
- Fernando Fernán Gómez：Manolo
- Miriam Díaz Aroca：Clara
- Ariadna Gil：Violeta
- Maribel Verdú：Rocío
- 潘妮洛普·克魯茲：Luz

## 外部連結
- 互联网电影数据库（IMDb）上《四千金的情人》的资料（英文）
- 豆瓣电影上《四千金的情人》的資料 （简体中文）